# Cuyania

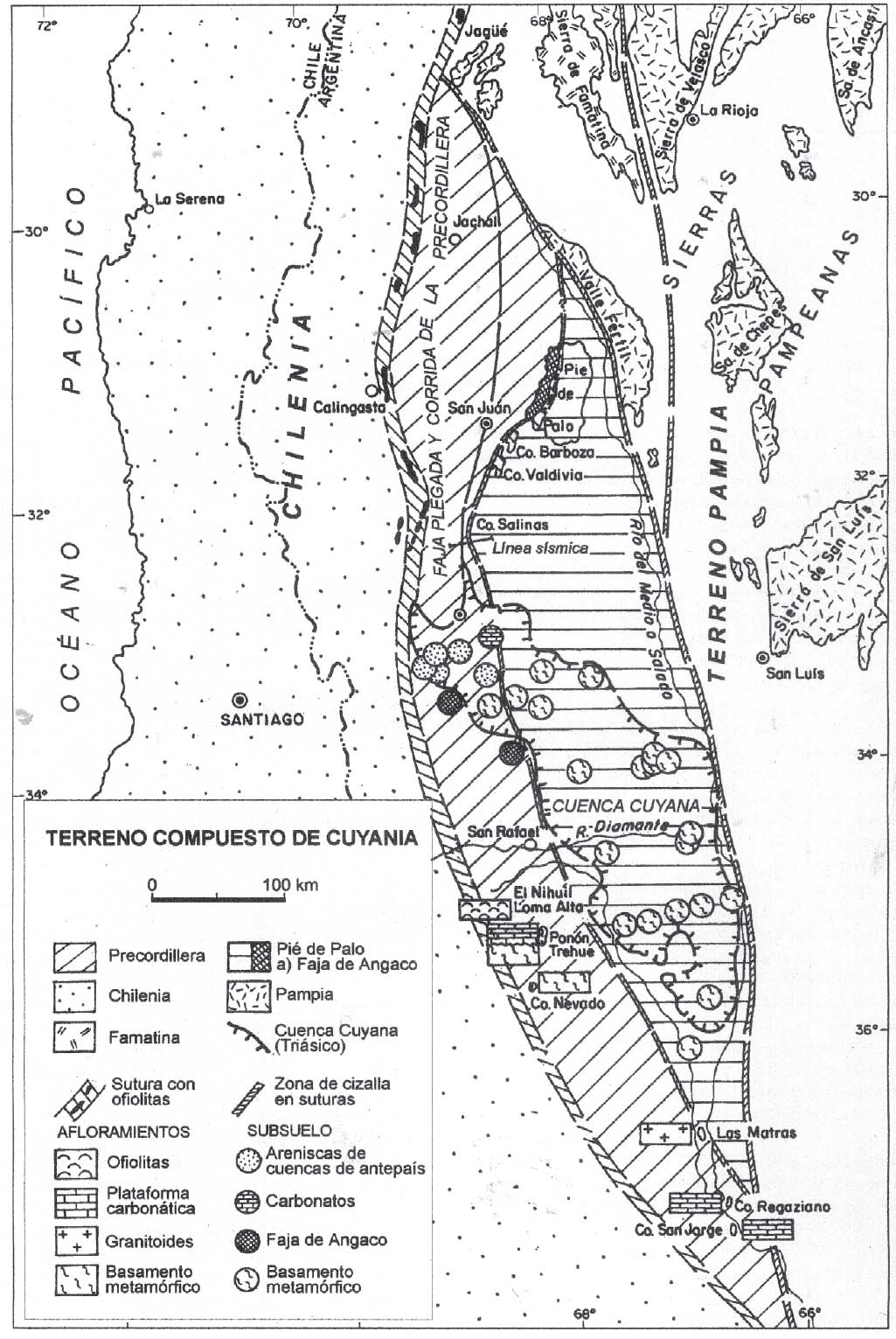
Mappa geologica con gli attuali affioramenti della Cuyania secondo Ramos et al. (1998)

La Cuyania o terrane della Precordigliera fu un antico microcontinente o terrane che andò in collisione con il margine della Gondwana alla fine dell'Ordoviciano, durante lo sviluppo dell'arco magmatico delle Sierras Pampeanas e la cui storia ha lasciato tracce in molte delle più antiche rocce della regione di Cuyo in Argentina.
Il paleocontinente si separò dalla crosta oceanica del microcontinente Chilenia che andò in accrezione su di esso tra 420 e 390 milioni di anni fa quando la Cuyania si era già amalgamata con la Gondwana, nel corso.
L'ipotetico terrane Mejillonia, nella costa settentrionale del Cile, viene considerato da alcuni geologi come un unico blocco con la Cuyania. Il blocco di San Rafael affiora 200 km a sud dell'altro affioramento della Cuyania e rappresenta l'estensione meridionale del terrane.
Dalziel, 1997 ha ipotizzato che la Precordigliera derivi dalla Laurentia, il nucleo del Nord America, che era attaccato al margine occidentale del Sud America durante il Precambriano, quando virtualmente tutti i continenti formavano un supercontinente proto-gondwaniano chiamato Pannotia. La Precordigliera faceva allora parte del "plateau del Texas", un promontorio collegato alla Laurentia in modo simile a come oggi il plateau delle Falkand è attaccato al Sud America. Il plateau del Texas si staccò dalla Gondwana in un rift di circa 455 milioni di anni fa, dopodiché andò in collisione con il margine protoandino del Sud America, evento noto come orogenesi taconiana-famatiniana, e la Precordigliera rimase indietro nella sua attuale posizione nel Sud America.